# Llibre d'Abdies
El llibre d'Abdies, és un llibre de la Bíblia l'autoria del qual s'atribueix a Abdies. Abdies és un dels Dotze Profetes Menors a la secció final de Nevi'im, la segona divisió principal de la Bíblia hebrea. El text consta d'un sol capítol, dividit en 21 versos amb 440 paraules hebrees, el que el converteix en el llibre més curt del Tanakh (La Bíblia hebrea), encara que hi ha tres Nou Testament epístola més curtes en grec (Filemó amb 335 paraules, segona carta de Joan amb 245 paraules, i tercera carta de Joan amb 219 paraules). El Llibre d'Abdies és una profecia sobre el judici diví d'Edom i la restauració de Israel.